# Alexander Succar
Alexander Nasim Succar Cañote (Lima, 12 de agosto de 1995) es un futbolista peruano-libanés. Juega como delantero centro y su equipo actual es Universidad César Vallejo de la Liga 2 de Perú. Fue preseleccionado por Perú para las eliminatorias sudamericanas, pero no participó de la lista final; finalmente siendo convocado por Líbano, aunque sin la posibilidad de disputar la Copa Asia. Es hermano del futbolista Matías Succar.

## Trayectoria
Se formó en el Country Club de Villa , luego pasó a EFAC y finalmente a las divisiones menor de la Academia Cantolao. Asimismo, pasó pruebas en el SC Friburgo.

### Sporting Cristal
En enero de 2014 fichó por el Sporting Cristal.Tenía todo arreglado para jugar en Gremio, tras su participación en los Juegos Bolivarianos de 2013, pero una serie de problemas documentarios cancelaron su traspaso. Fue inscrito para la Copa Libertadores 2014.
En el 2015, la plantilla de Cristal estaba repleta y, aunque tuvo una destacada participación en el campeonato Sub-20 con la Selección Peruana, fue prestado al Cienciano donde tuvo buenos partidos, anotando 3 goles. Luego volvió al Sporting Cristal con el que jugó el torneo apertura y los playoffs de ese año. En Sporting Cristal logró el Subcampeonato, perdiendo 3-2 en la final contra FBC Melgar de Arequipa. Alexander Succar era comparado con el uruguayo Luis Suárez por su calidad y potencia al momento de jugar

### Universidad San Martin
A mitad de la temporada del 2016, la cual inició jugando por Sporting Cristal, se confirma su préstamo a la Universidad San Martín. En tienda santa logró destacadas actuaciones que lo llevaron a ser considerado para integrar la selección nacional. Durante esta etapa fue dirigido por el peruano Chemo del Solar.  
Terminada la temporada 2016, con la finalidad de consolidar su buen nivel y seguir sumando minutos de juego, alargó su préstamo hasta finales del 2017. Tras haber anotado 21 goles con el cuadro santo, vuelve a Sporting Cristal.

### F. C. Sion
A inicios del 2018, cuando se pensaba que sería uno de los delanteros estelares del equipo, se confirma su préstamo del Sporting Cristal al F. C. Sion, club de la Superliga Suiza, convirtiéndose en su primera experiencia en el extranjero. Tras debutar el 14 de enero en un amistoso ante el equipo italiano Calcio Catania y generar una asistencia, fue parte del equipo titular del Sion para el inicio de la Superliga Suiza, debutando el 4 de febrero de 2018 en la posición de extremo por izquierda.
Lamentablemente, luego de jugar 6 partidos y haber anotado 1 gol, sufrió una fuerte lesión en el talón que lo mantuvo alejado de las canchas por 6 meses.

### Huachipato
Superada su lesión en el talón, volvió a Sporting Cristal (dueño de su carta pase) tras finalizar el préstamo de 6 meses con el F. C. Sion. Sin embargo, rápidamente se conoció que el jugador buscaba su traspaso a otro club ya que en tienda celeste tendría que pelear el puesto con el delantero argentino Emanuel Herrera, que venía de anotar más de 40 goles en la temporada pasada. Después de varios rumores sobre un posible traspaso a la U o Melgar, se acordó su préstamo con Huachipato de Chile hasta final de temporada. En el equipo chileno no gozó de la continuidad esperada y, si bien su presencia era habitual en las listas de cada partido, sólo pudo disputar 12 encuentros y anotar 1 gol. 
Cabe precisar que a mediados de ese año se volvieron a intensificar los rumores de su traspaso a Universitario. Sin embargo, trascendió que no se pudo concretar por diferencias económicas entre la directiva de la U y de Sporting Cristal, quienes no querían cederle un jugador a un rival directo.

### Universitario de Deportes
Tras varios intentos de negociar, el jugador cierra su fichaje por Universitario de Deportes por todo el año 2020, luego de desligarse de Sporting Cristal. El 12 de enero de 2020, debuta en la victoria de visitante por 1-2 ante el Club Atlético Huracán (encuentro amistoso parte de la gira de pretemporada del club crema). Cabe precisar que jugó dicho encuentro con la dorsal #7 y anotó el gol que selló la victoria. El 31 de enero de 2020, jugó como titular en Arequipa ante el FBC Melgar en el debut de Liga 1, anotando su primer gol oficial con casaquilla crema. El 5 de octubre de 2020, marcó un gol decisivo al minuto 93 el cual le dio el torneo apertura al cuadro crema. A final de año terminó subcampeón nacional, al perder la final contra Sporting Cristal. Terminó el año con 4 goles en 21 partidos. El 6 de enero se confirma su renovación por toda la temporada 2021 para jugar la Copa Libertadores 2021 y Liga 1 2021. Tuvo un inicio de año malo, debido a una lesión que lo alejó de las canchas por 3 meses. En su retorno a las canchas logra anotar el gol del empate a Sporting Cristal en el último minuto, siendo muy celebrado por la hinchada merengue. Luego marcaría ante el Cienciano. Jugó la Copa Libertadores 2022 frente a Barcelona, sin embargo, perdería la llave en la segunda ronda del torneo. Tras la partida de Álex Valera, Succar quedaría como único referente en ataque, por lo que anotaría 5 goles en el año, incluyendo un gol en el clásico frente a Alianza Lima. Tras un año regular, Succar renueva por 2 temporadas con Universitario.En la temporada 2023 fue parte del plantel que salió campeón nacional al vencer en la final a Alianza Lima, obteniendo su tercer título nacional.
Al final de temporada se iría cedido a al Club Carlos A. Mannucci; en su paso por el equipo crema dejó 14 goles y 7 asistencias.

### Carlos A. Manucci
Pese a tener un año más de contrato con la U se iría cedido al Club Carlos A. Mannucci ya que no contaría con muchas oportunidades en el equipo crema. A final de temporada descendería de categoría al terminal puesto 16 de la tabla general, jugo 23 partidos y anoto 3 goles

### Cesar Vallejo
Seria fichaje del Club Deportivo Universidad César Vallejo para la temporada 2025

## Selección peruana

### Selección de fútbol del Perú Sub-18 y Sub-20
Participó con la Selección de fútbol sub-18, con la cual jugó cuatro partidos en los Juegos Bolivarianos de 2013 disputados en Trujillo.
Luego disputó el Campeonato Sudamericano de Fútbol Sub-20 de 2015, realizado en Uruguay donde anotó 4 goles.

### Selección mayor
Fue convocado por primera a la selección mayor por Ricardo Gareca para disputar los amistosos contra Paraguay y Jamaica debutando el 8 de junio de 2017 contra el seleccionado albirrojo, haría su debut absoluto al entrar por Paolo Guerrero al minuto 79'.
El 16 de noviembre de 2022, jugó con la selección de Perú ante la selección de Paraguay acabando el encuentro a favor del local por 1-0 donde Succar salió expulsado al minuto 84'.
| Competencia                 | Sede    | Resultado    | Part. | Goles | Prom. |
| --------------------------- | ------- | ------------ | ----- | ----- | ----- |
| Juegos Bolivarianos de 2013 | Perú    | Bronce       | 1     | 0     | 0     |
| Sudamericano Sub-20 de 2015 | Uruguay | Segunda fase | 8     | 4     | 0.5   |

El abuelo paterno de Succar es de ascendencia libanesa y, por esa razón, es elegible para ser seleccionado para su equipo nacional. También puede jugar para la selección de Estados Unidos debido a la nacionalidad de su padre y para Perú debido a su ciudadanía.
En septiembre de 2019, Alexander y su hermano menor, Matías Succar, quien también es futbolista profesional, fueron contactados por la selección libanesa para disputar la clasificación para la Copa Mundial de la FIFA 2022 debido a su ascendencia libanesa. Sin embargo, se negaron a jugar para Líbano.
Tras escasas convocatorias y pocos minutos en los encuentros de su país natal, decide jugar por la selección de Líbano, siendo inscrito el 10 de octubre de 2023 como jugador elegible, teniendo su nacionalidad para poder disputar partidos amistosos y clasificatorios.

## Estadísticas

### Clubes
Actualizado al último partido disputado el 27 de octubre de 2024.
| Club                                       | Div.          | Temporada     | Liga  | Liga  | Copas nacionales | Copas nacionales | Copas internacionales(1) | Copas internacionales(1) | Total | Total |
| Club                                       | Div.          | Temporada     | Part. | Goles | Part.            | Goles            | Part.                    | Goles                    | Part. | Goles |
| ------------------------------------------ | ------------- | ------------- | ----- | ----- | ---------------- | ---------------- | ------------------------ | ------------------------ | ----- | ----- |
| Sporting Cristal · Perú                    | 1.ª           | 2014          | 2     | 0     | 3                | 0                | -                        | -                        | 5     | 0     |
| Sporting Cristal · Perú                    | 1.ª           | 2015          | -     | -     | 2                | 0                | -                        | -                        | 2     | 0     |
| Cienciano · Perú                           | 1.ª           | 2015          | 15    | 3     | -                | -                | -                        | -                        | 15    | 3     |
| Cienciano · Perú                           | Total club    | Total club    | 15    | 3     | 0                | 0                | 0                        | 0                        | 15    | 3     |
| Sporting Cristal · Perú                    | 1.ª           | 2015          | 3     | 0     | -                | -                | -                        | -                        | 3     | 0     |
| Sporting Cristal · Perú                    | 1.ª           | 2016          | 21    | 2     | -                | -                | 2                        | 0                        | 23    | 2     |
| Sporting Cristal · Perú                    | Total club    | Total club    | 26    | 2     | 5                | 0                | 2                        | 0                        | 33    | 2     |
| Universidad de San Martín · Perú           | 1.ª           | 2016          | 14    | 6     | -                | -                | -                        | -                        | 14    | 6     |
| Universidad de San Martín · Perú           | 1.ª           | 2017          | 33    | 14    | -                | -                | -                        | -                        | 33    | 14    |
| Universidad de San Martín · Perú           | Total club    | Total club    | 47    | 20    | 0                | 0                | 0                        | 0                        | 47    | 20    |
| F. C. Sion · Suiza                         | 1.ª           | 2017-18       | 6     | 1     | -                | -                | -                        | -                        | 6     | 1     |
| F. C. Sion · Suiza                         | Total club    | Total club    | 6     | 1     | 0                | 0                | 0                        | 0                        | 6     | 1     |
| Huachipato · Chile                         | 1.ª           | 2019          | 12    | 1     | -                | -                | -                        | -                        | 12    | 1     |
| Huachipato · Chile                         | Total club    | Total club    | 12    | 1     | 0                | 0                | 0                        | 0                        | 12    | 1     |
| Universitario de Deportes · Perú           | 1.ª           | 2020          | 21    | 3     | -                | -                | 4                        | 0                        | 25    | 3     |
| Universitario de Deportes · Perú           | 1.ª           | 2021          | 12    | 2     | -                | -                | -                        | -                        | 12    | 2     |
| Universitario de Deportes · Perú           | 1.ª           | 2022          | 26    | 5     | -                | -                | 2                        | 0                        | 28    | 5     |
| Universitario de Deportes · Perú           | 1.ª           | 2023          | 11    | 0     | -                | -                | 7                        | 1                        | 18    | 1     |
| Universitario de Deportes · Perú           | Total club    | Total club    | 70    | 10    | 0                | 0                | 13                       | 1                        | 83    | 11    |
| Carlos A. Mannucci · Perú                  | 1.ª           | 2024          | 23    | 3     | -                | -                | -                        | -                        | 23    | 3     |
| Carlos A. Mannucci · Perú                  | Total club    | Total club    | 23    | 3     | 0                | 0                | 0                        | 0                        | 23    | 3     |
| Total carrera                              | Total carrera | Total carrera | 199   | 40    | 5                | 0                | 15                       | 1                        | 219   | 41    |
| (1) Incluye datos de la Copa Libertadores. |               |               |       |       |                  |                  |                          |                          |       |       |

## Palmarés

### Campeonatos nacionales
| Título                    | Club                      | País | Año  |
| ------------------------- | ------------------------- | ---- | ---- |
| Primera División del Perú | Sporting Cristal          | Perú | 2014 |
| Primera División del Perú | Sporting Cristal          | Perú | 2016 |
| Primera División del Perú | Universitario de Deportes | Perú | 2023 |

### Torneos cortos
| Título          | Club             | País | Año  |
| --------------- | ---------------- | ---- | ---- |
| Torneo Clausura | Sporting Cristal | Perú | 2014 |
| Torneo Clausura | Sporting Cristal | Perú | 2016 |
| Torneo Apertura | Universitario    | Perú | 2020 |
| Torneo Clausura | Universitario    | Perú | 2023 |

### Participaciones internacionales con selección
| Título                                                              | Club                  | Sede     | Año  |
| ------------------------------------------------------------------- | --------------------- | -------- | ---- |
| Bronce Juegos Bolivarianos                                          | Selección Perú Sub-18 | Trujillo | 2013 |
| Hexagonal final en Campeonato Sudamericano de Fútbol Sub-20 de 2015 | Selección Perú Sub-20 | Uruguay  | 2015 |